# Gibraltar Guardian
Gibraltar Guardian — англомовна газета, що видавалася в Гібралтарі. Загибель газети звинувачують у конкуренції з боку місцевих іспаномовних газет.